# Hermannia decipiens
Hermannia decipiens är en malvaväxtart som beskrevs av Ernst Meyer. Hermannia decipiens ingår i släktet Hermannia och familjen malvaväxter. Inga underarter finns listade i Catalogue of Life.